# Blitz (échecs)
Pour les articles homonymes, voir Blitz (homonymie).

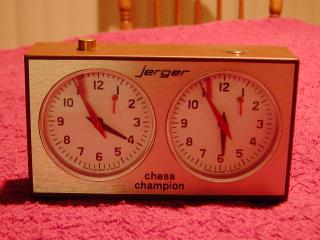
Pendule d'échecs positionnée pour un blitz de 5 minutes.

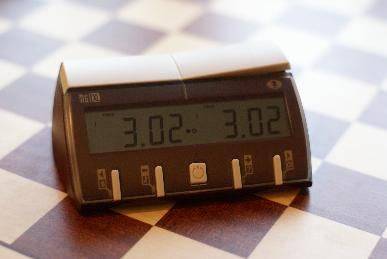
Pendule d'échecs électronique positionnée pour une cadence Fischer de 3 min+2s/coup.

Le blitz (d'un mot allemand qui signifie « éclair »), ou jeu éclair, au jeu d'échecs et dans d'autres jeux, consiste à limiter la durée de la réflexion par joueur à 10 minutes ou moins.
Il nécessite l'emploi d'une pendule d'échecs qui sera électronique si la cadence prévoit un incrément de temps à chaque coup joué (cadence Fischer). Dans le cas des cadences à incrément, on parle de blitz quand le temps initial plus 60 fois l'incrément est égal ou inférieur à 10 minutes.
Si la partie ne se termine pas autrement, le joueur qui dépasse le temps qui lui est imparti (indiqué par la chute du drapeau de la pendule) a perdu (sauf s'il est impossible à l'adversaire de gagner, par exemple par insuffisance de matériel ; la partie est alors nulle).
Le blitz est la cadence la plus populaire pour le jeu en ligne et chez les jeunes joueurs, et sur l'échiquier on joue fréquemment avec une cadence de 10 minutes par joueur.
Certains spécialistes n'apprécient pas le jeu rapide dans la mesure où il favorise les pièges et les tactiques simples au détriment de la stratégie, l'issue de la partie dépendant souvent d'une erreur tactique grossière plutôt que d'un plan stratégique élaboré.

## Historique
Le jeu en blitz était autrefois appelé également « jeu rapide », terme désormais réservé au rythme variant entre plus de 10 et moins de 60 minutes par joueur et appelé auparavant « semi-rapide ». 
Jusqu'en juin 2014, la limite entre rapide et blitz était fixée à 15 minutes. La nouvelle définition du blitz a été approuvée lors du congrès de la FIDE, la Fédération internationale des échecs, à Tallin en Estonie, entré en vigueur le 1er juillet 2014.

## Règles particulières au jeu sur l'échiquier
Les joueurs ne sont pas tenus de noter les coups joués.
Le joueur qui commet un premier coup illégal et appuie sur la pendule est sanctionné par l'arbitre qui attribue une minute de réflexion supplémentaire à son adversaire, pour autant que celui-ci fasse une réclamation avant d'avoir lui-même joué un coup. Au 2e coup illégal donnant lieu à réclamation, il perd la partie.
L'arbitre ne signale pas la chute des drapeaux et n'intervient au sujet de la règle de la pièce touchée que si un des joueurs le demande.
S'il est constaté que les deux drapeaux sont tombés, alors la partie est nulle.
Il est possible d'invoquer la règle de la triple répétition de position ou celle des 50 coups pour demander la partie  nulle. Cependant, il est très difficile de les faire valoir en pratique en l'absence de notation des coups, sauf si un arbitre surveille la partie. C'est notamment le cas lors des blitz joués pour départager les ex æquo dans certaines compétitions qualificatives pour le championnat du monde.

## Bullet
Le bullet (de l'anglais bullet, balle d'arme à feu) est un blitz joué avec une cadence extrêmement rapide, au plus trois minutes pour chaque joueur avec ou non un incrément de temps. La cadence la plus populaire est d'une minute par joueur. Il peut se pratiquer sur l'échiquier, avec une pendule électronique, ou en ligne. Le bullet met en avant la vitesse d'exécution des coups au détriment de la qualité du jeu, la plupart des parties se terminant par une chute du drapeau. L'hyperbullet est la catégorie désignant les parties de bullet avec 30 secondes ou moins à la pendule (comme le 30 secondes ou le 20+1) 

## Championnats du monde
Il n'existait pas de championnat du monde officiel avant celui créé ponctuellement par la FIDE en 1988 (remporté par Mikhaïl Tal) même si le tournoi de blitz qui avait suivi le match URSS - Reste du monde en 1970 à Herceg Novi en Yougoslavie qui est considéré comme un championnat de blitz officieux. Différents tournois de blitz étaient organisés à la fin de tournois renommés de parties classiques. Hors l'édition de 1988, la FIDE n'a relancé un championnat du monde qu'en 2006 et il est depuis organisé tous les ans.
Contrairement au championnat du monde d'échecs où un challenger, après avoir disputé un tournoi de qualification, rencontre le champion du monde en titre, le championnat du monde de blitz se déroule en un tournoi open depuis 2014 avec un nombre de joueurs variant avec les éditions. En 2019, le Norvégien Magnus Carlsen (champion du monde en parties classiques) a remporté cinq titres et le Russe Aleksandr Grichtchouk l'a gagné 3 fois.
- Voir le palmarès du championnat du monde de blitz.

Il existe également un championnat du monde de blitz spécifiquement féminin (l'autre est mixte même si disputé quasi-exclusivement par des hommes). Organisé ponctuellement une première fois en 1992 (remporté par la Hongroise Susan Polgar), il est organisé de manière régulière depuis 2010, d'abord tous les 2 ans puis chaque année depuis 2016. L'Ukrainienne Anna Mouzytchouk a remporté deux éditions en 2014 et 2016 et Kateryna Lagno a gagné trois titres (en 2010, 2018 et 2019).

## Blitz au championnat du monde d'échecs classiques
Des parties de blitz de départage peuvent être disputés au championnat du monde d'échecs classique. Si à l'issue des 12 parties longues puis des 4 parties rapides, le champion du monde en titre et son challenger sont toujours à égalité, deux parties de blitz sont disputées. Si nouvelle égalité, une ultime partie de blitz en mode dit Armageddon ou mort subite les départage. Les Blancs disposent d'une minute de réflexion supplémentaire par rapport aux Noirs, mais sont dans l'obligation de gagner, les Noirs pouvant se contenter de la nulle. En effet, en cas de partie nulle, la victoire revient aux noirs.

## Une partie remarquable
De nombreux joueurs d'échecs de haut niveau estiment qu'il n'est pas pertinent de chercher du beau jeu dans les blitz par opposition aux contrôles de temps plus longs. Cependant, ce n'est pas une vérité générale. Par rapport à la partie ci-après, Yasser Seirawan a déclaré : « La partie de Wesley contre Kasparov restera dans l'histoire comme l'un des plus grands blitz jamais joués. Je m'en souviendrai toute ma vie. ».  Lubomir Kavalek a affirmé dans le Huffington Post que « la partie a été encensée par des superlatifs partout dans le monde ».
Wesley So-Garry Kasparov,  Saint-Louis (Missouri), Ultimate Blitz Challenge 2016.
1. Cf3 g6 2. e4 Fg7 3. d4 d6 4. c4 Fg4 5. Fe2 Cc6 6. Cbd2 e5 7. d5 Cce7 8. h3 Fd7 9. c5 dxc5 10. Cc4 f6 11. d6 Cc8 12. Fe3 b6 13. 0-0 Fc6 14. dxc7 Dxc7 15. b4 cxb4? 16. Tc1 Cge7 17. Db3 h6 18. Tfd1 b5? 19. Ccxe5 fxe5 20. Fxb5 Tb8 21. Fa4 Db7? 22. Txc6! Cxc6 23. De6+ Ce7 24. Fc5! Tc8 25. Fxe7 1-0 (le mat est inévitable).

### Sources
- Fédération française des échecs : Règles du jeu [PDF], adoptées en 2008
- (en) FIDE Laws of Chess: Appendixes